# Hosbach
Hosbach – rzeka w Niemczech, w kraju związkowym Hesja, w powiecie Werra-Meißner o długości 10,8 km. Prawy dopływ rzeki Wehre.